# Jiří Burýšek
Jiří Burýšek (* 16. října 1990 Brno) je český youtuber, novinář a autor webu o manipulaci Bez faulu.

## Život a kariéra
Po maturitě na Obchodní akademii, Střední odborné škole knihovnické a Vyšší odborné škole knihovnických, informačních a sociálních služeb v Brně vystudoval na Filozofické fakultě Masarykovy univerzity v Brně anglistiku a amerikanistiku. V médiích pracuje od roku 2018, v tomto roce nastoupil do redakce Seznam Zpráv a v redakci působil do roku 2021. Zabýval se sběrem dat a datovou analýzou pro jednotlivé denní články i datové speciály, psal hlavně faktografické texty o domácím dění do rubriky Fakta. V rámci programu Sherlock Senior pracoval i jako lektor mediálního vzdělávání pro seniory.
Založil kanál na YouTube Jirka vysvětluje věci, věnuje se zde různým současným problémům a populárně naučným tématům. Videem s největším počtem zhlédnutí je „Co se děje s tělem, když přestanete pít alkohol“.
Je tvůrcem webu Bez faulu, jehož cílem je zlepšení povědomí o argumentačních faulech, zlepšení úrovně veřejné a politické diskuze a povědomí o manipulativních technikách a dezinformacích. Projekt získal tři nominace v ceně Křišťálová lupa 2018 a 2019 v kategoriích Obsahová inspirace a Veřejně prospěšná služba.

## Ocenění
V roce 2021 získal spolu s Jankem Rubešem a Honzou Mikulkou novinářskou cenu Nadace Open Society Fund (OSF) za nejlepší analyticko-investigativní příspěvek Je součástí sítě, která ždímá peníze z turistů. Konfrontovali jsme ho. Nadace OSF od roku 2010 oceňuje novinářské počiny, které zajímavým způsobem zachycují problematiku dnešní společnosti.
V roce 2023 získal cenu Czech Social Awards v kategorii Young Impact. Ve stejném roce byl také nominován na osobnost roku v ceně Křišťálová lupa 2023.
- Stříbrná medaile předsedy Senátu 2024[13]